# Manfred von Brauchitsch

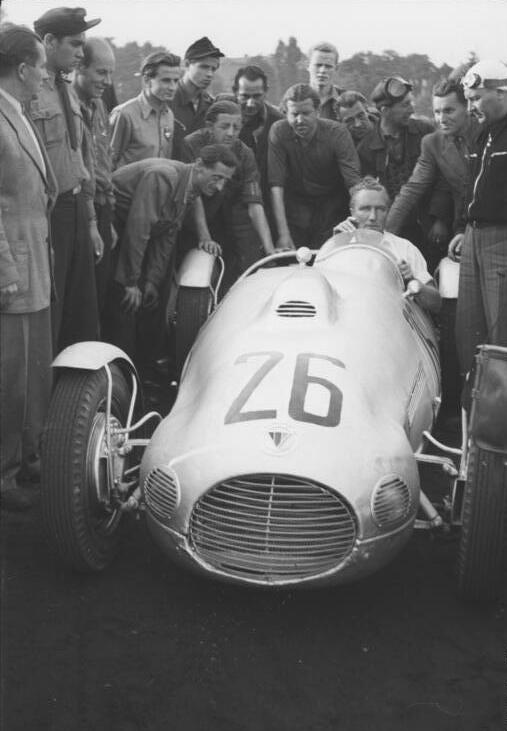
Von Brauchitsch bei den III. Weltfestspielen 1951 in Ost-Berlin

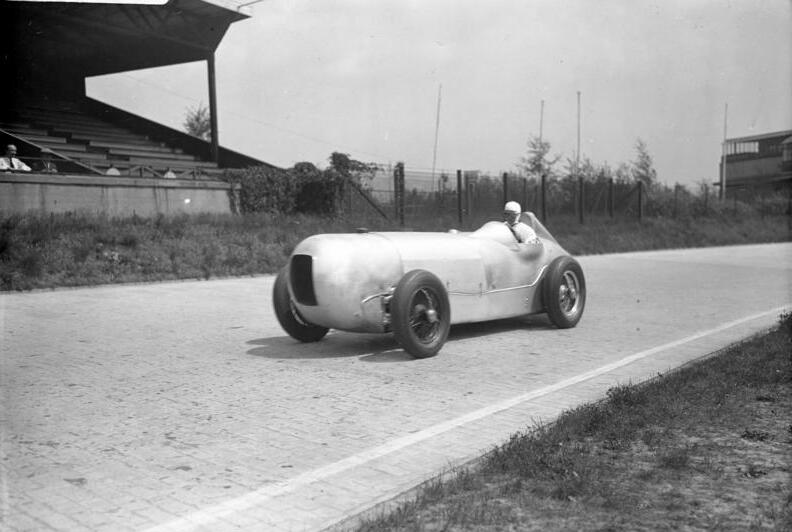
Von Brauchitsch 1932 im von Reinhard von Koenig-Fachsenfeld gestalteten Mercedes-Benz Typ SSKL auf der Berliner AVUS

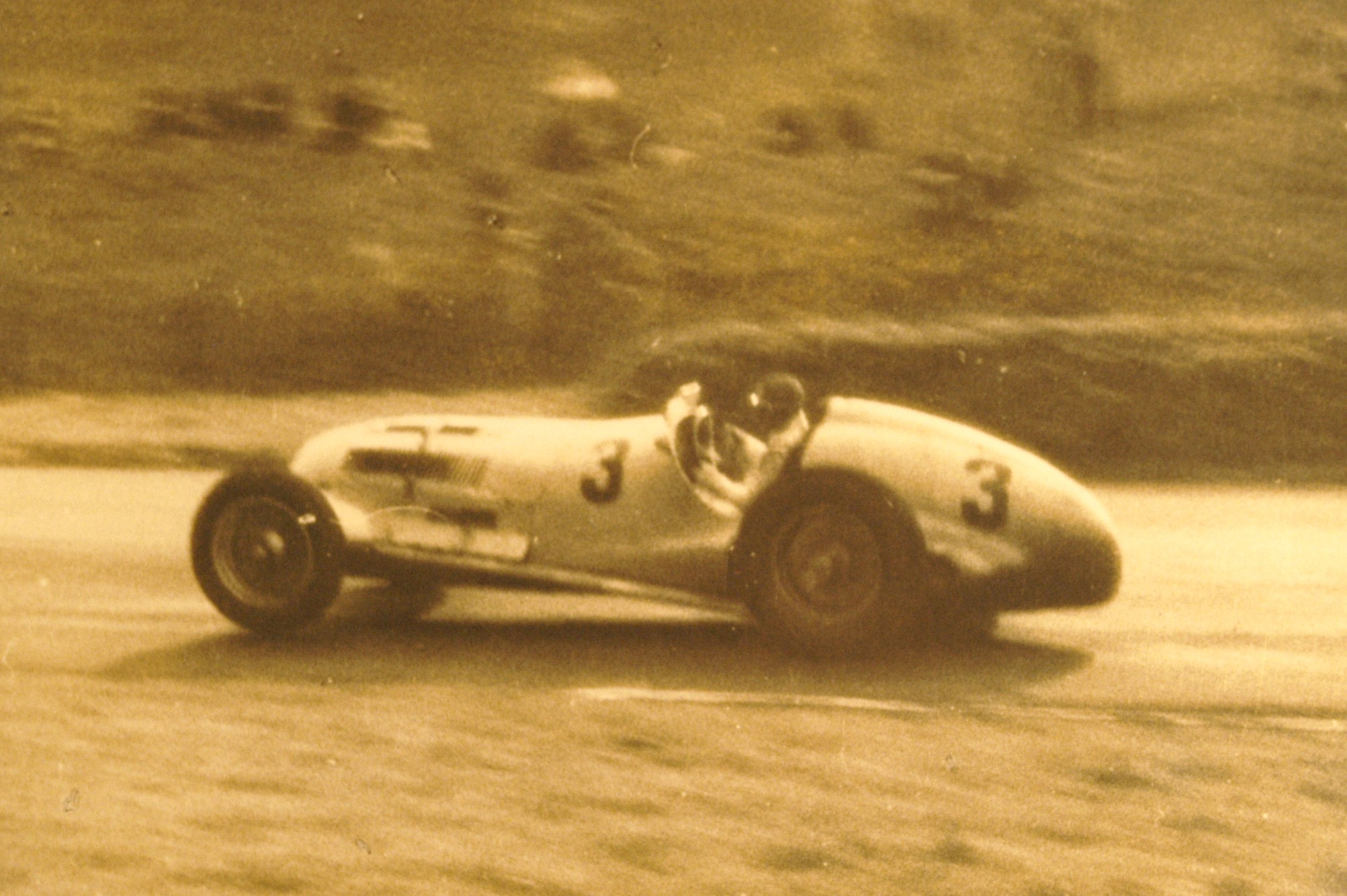
Manfred von Brauchitsch 1937 auf Mercedes-Benz W 125 beim Großen Preis von Donington

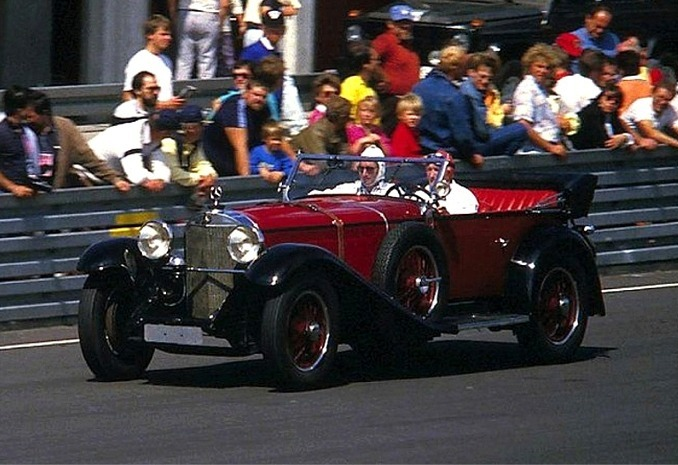
Manfred von Brauchitsch 1986 am Steuer eines Mercedes-Benz Modell K

Manfred Georg Rudolf von Brauchitsch (* 15. August 1905 in Hamburg; † 5. Februar 2003 in Schleiz) war ein deutscher Automobilrennfahrer und Sportfunktionär.

## Familie
Manfred von Brauchitsch entstammte dem alten schlesischen Adelsgeschlecht derer von Brauchitsch und war der Sohn des preußischen Offiziers Viktor von Brauchitsch (1864–1925) und Olga, geb. von Bomsdorff (1873–1954). In erster Ehe heiratete er am 27. Dezember 1946 in Starnberg Gisela Hundt (1918–1957). In zweiter Ehe heiratete er nach seiner Flucht in die DDR am 22. November 1958 Lieselotte Schneider (1918–2003). Sein Patensohn und einziger Neffe ist der Fotograf Victor von Brauchitsch.

## Leben
Brauchitsch besuchte zwischen 1913 und 1923 ein Gymnasium in Berlin. 1923 trat er in Berlin-Spandau einem Freikorps bei und wurde Mitglied der Brigade Ehrhardt. Von 1924 bis 1928 diente er in der Reichswehr. Nach dem Besuch der Kriegsschule Dresden hatte er einen schweren Motorradunfall und schied wegen seiner dabei erlittenen Verletzungen aus der Reichswehr aus. Nach seiner Genesung wurde er Rennfahrer. 
Mit dem von Reinhard von Koenig-Fachsenfeld aerodynamisch gestalteten Mercedes SSKL, einem für die damalige Zeit ungewöhnlichen und in einer damaligen Rundfunkreportage als „silberner Pfeil“ bezeichneten Fahrzeug, gewann Manfred von Brauchitsch beim Internationalen Avus-Rennen in Berlin am 22. Mai 1932 vor Rudolf Caracciola auf Alfa Romeo.
Ab 1933 war er Werksfahrer von Mercedes-Benz. Brauchitsch hatte den Spitznamen „Pechvogel“, weil er als Rennfahrer zwar schnell war, aber immer wieder durch unglückliche Umstände um Siege oder gute Platzierungen gebracht wurde. Einen Teil des Pechs hatte er sich allerdings selbst zuzuschreiben, da er äußerst schonungslos mit seinen Fahrzeugen umging.
Ein gutes Beispiel dafür ist der XI. Große Preis von Deutschland am 24. Juli 1938 auf der Nordschleife des Nürburgrings. Beim Boxenstopp geriet er durch verschütteten Kraftstoff mit seinem Wagen in Flammen. Brauchitsch wurde von Rennleiter Alfred Neubauer aus dem Wagen gezogen und der brennende Overall gelöscht. Als das Feuer erstickt war, setzte sich Brauchitsch wieder in den Wagen. Das Lenkrad wurde aufgesteckt und er nahm das Rennen wieder auf. Bei der nächsten Bodenwelle löste sich bei ungefähr 190 km/h das Lenkrad. Beim folgenden Unfall blieb Brauchitsch unverletzt, obwohl der Wagen stark beschädigt wurde – angesichts des damaligen geringen Sicherheitsstandards ein großes Glück.
Seine ersten Rennen bestritt Brauchitsch in einem privaten Mercedes-Benz Typ SSK seines Vetters Hans von Zimmermann, Nischwitz. Seinen ersten großen Sieg feierte er 1932 auf der Berliner AVUS, wo er mit einer von Reinhard von Koenig-Fachsenfeld entworfenen, aerodynamisch geformten Spezial-Karosserie auf seinem Mercedes SSKL angetreten war. Von 1934 bis 1939 gehörte er zum Werksteam des Herstellers. Trotz seines sprichwörtlichen Pechs erreichte er einige große Siege, wie zum Beispiel beim Großen Preis von Monaco im Jahr 1937 oder 1938 beim Großen Preis von Frankreich. Er hält den Streckenrekord des zwischen 1913 und 1934 ausgetragenen Gabelbachrennens.
Von 1940 bis 1943 war Brauchitsch persönlicher Referent des Junkers-Chefs Heinrich Koppenberg und hatte den Rang eines Sturmführers beim Nationalsozialistischen Kraftfahrkorps. 1944 bis 1945 war er Referent im Reichsministerium für Rüstung und Kriegsproduktion unter Albert Speer (Panzerbeauftragter im Technischen Amt). Er war zwar mit Sicherheit kein aktiver Nationalsozialist, sehr wohl hat er das NS-Regime aber mit seinen Aktivitäten während der NS-Zeit ideologisch unterstützt.
1945 übersiedelte Brauchitsch an den Starnberger See, und 1948 wurde er Sportpräsident des wieder gegründeten AVD.
1949 bis 1950 lebte er in Argentinien, wo er vergeblich versuchte, sich wieder als Rennfahrer zu betätigen. Im März 1950 kehrte er nach Deutschland zurück. Ein Versuch, dort in den aktiven Motorsport zurückzukehren, blieb eine kurze Episode, da ihm nur ein weit unterlegener, umgebauter BMW aus der Vorkriegszeit zur Verfügung stand.
Der inzwischen mittellose Brauchitsch traf sich mehrfach mit Walter Ulbricht, dem Generalsekretär des ZK der SED, und ließ sich im März 1951 zum Vorsitzenden des „Westdeutschen Komitees für Einheit und Freiheit im Deutschen Sport“ wählen. Nachdem auch seine Autobiografie in einem Ost-Berliner Verlag erschienen war und der Staatsschutz der Bundesrepublik Deutschland Ermittlungen über das Sport-Komitee angestellt hatte, wurde er im September 1953 wegen Hochverrats, Geheimbündelei und Staatsgefährdung verdächtigt und kam für acht Monate in Untersuchungshaft. Kurz vor der Gerichtsverhandlung am Bayerischen Obersten Landesgericht wurde seine Untersuchungshaft aufgehoben. Er verließ Silvester 1954 seine erste Ehefrau Gisela und flüchtete in die DDR.
Zunächst war die Staatsführung der DDR gar nicht sonderlich begeistert darüber, zumal sie befürchtete Brauchitsch hätte den westdeutschen Ermittlungsbehörden zu viel über das „Westdeutsche Komitee für Einheit und Freiheit im Deutschen Sport“ und die Verstrickungen der DDR in dieses Komitee verraten. Schließlich setzte sich ob der Popularität Brauchitschs aber die Erkenntnis durch, dass der propagandistische Erfolg über seine Übersiedlung in die DDR größer wäre.
Brauchitsch wirkte daraufhin als Berater des Staatlichen EMW-Rennkollektivs, Buchautor, Drehbuch-Berater bei der DEFA und Sportfunktionär in der DDR.
Brauchitsch war von 1957 bis 1960 Präsident des Allgemeinen Deutschen Motorsport Verbandes (ADMV) und von 1960 bis 1990 Präsident der Gesellschaft zur Förderung des Olympischen Gedankens. In letzterer Funktion betrieb er vor allem Sponsoring für die DDR-Olympiamannschaften und genoss zahlreiche Privilegien eines Spitzenfunktionärs.
Er wurde dreimal mit dem Vaterländischen Verdienstorden der DDR ausgezeichnet und erhielt 1988 den Olympischen Orden des IOC.
Von Brauchitsch starb 2003 im Alter von 97 Jahren in dem Schleizer Ortsteil Gräfenwarth.

## Schriften
- Kampf mit 500 PS. 2. Auflage. Siegismund, Berlin 1940
- Kampf um Meter und Sekunden. Verlag der Nation, Berlin 1953
- Und Lorbeer kränzt den Sieger. Verlag der Nation, 1956
- Ohne Kampf kein Sieg. 3. Auflage. Verlag der Nation, Berlin 1966

## Film
- 1932 spielte er einen Rennfahrer in dem Film Kampf an der Seite von Schauspielern wie Lucie Höflich und Hubert von Meyerinck.
- 1957 entstand der DEFA-Film Rivalen am Steuer, dessen Drehbuch auf seinen Erinnerungen basiert.
- 1966 wurde sein Buch Ohne Kampf kein Sieg von Rudi Kurz für das Fernsehen der DDR in fünf Teilen verfilmt. In der Hauptrolle spielte Jürgen Frohriep.

## Weitere Literatur
- Neue Deutsche Biographie, Band 19, Duncker & Humblot, Berlin 1999, S. 94. ISBN 978-3-428-00288-7. (in: Artikel Alfred Neubauer)